# 杨振亚 (1928年)
杨振亚（1928年—2018年9月8日），男，辽宁大連人，中華人民共和國外交家。

## 生平
杨振亚在1949年自大連大學畢業，后任大連市青年聯合會會長等職位。1953年調入北京，擔任共青團中央國際聯絡部副部長等職位。1973年，調入外交部，任中華人民共和國駐日使館參贊，此後歷任外交部亞洲司副司長、司長。1988年出任中國駐日本國大使。1993年擔任第八屆全國人大常委會委員、全國人大外事委員會副主任委員等職位。2002年，日本政府授予一等瑞宝章，表彰其對中日關係的貢獻。其撰有《出使东瀛》一書。
2018年9月8日杨振亚在北京逝世，终年90岁。

## 荣誉

### 外国勋章奖章
- 勋一等瑞宝章（日本，2002年）